# Incus Records
Incus Records is een Brits platenlabel dat geïmproviseerde muziek, experimentele muziek en avant-gardemuziek uitbrengt. Het werd in 1970 opgericht door Derek Bailey, Tony Oxley, Evan Parker en Michael Walters opgericht. 
Het eerste album van het label was The Topography of the Lungs van Bailey, Parker en Han Bennink. Walters en Oxley verlieten het label kort na de oprichting, waarna het verder werd geleid door Bailey en Parker tot de twee musici onenigheid kregen. Hierna stonden Bailey en Karen Brookman aan het hoofd, tot de dood van Bailey in 2005. Hierna was het rustig rond het label, maar sinds 2009 is het weer actief.
Het label brengt ook dvd's en CDR's uit.
Artiesten op het label zijn onder meer: Bailey (talrijke albums), Oxley, Lol Coxhill (met Alex Ward), het trio Joseph Holbrooke, Steve Beresford, Mats Gustafsson (met Jim O'Rourke) en John Zorn (o.m. met Fred Frith en Eugene Chadbourne).